# Gliese 667 Cb
Gliese 667 Cb è un pianeta extrasolare che orbita intorno alla nana rossa di classe spettrale M2 V Gliese 667 C, nella costellazione dello Scorpione. Il pianeta è stato scoperto il 19 ottobre 2009 dall'osservatorio astronomico La Silla.

## Parametri orbitali
Gliese 667 Cb orbita intorno alla stella Gliese 667 C in solo una settimana (7 giorni) e dista dalla stella madre 7 480 000 km (0,05 UA).
Viene classificato come pianeta Super Terra, che comprende pianeti con massa da 2 a 10 volte quella terrestre: la sua massa, infatti, è di 5,72094 M⊕.
Alcuni dati come raggio, eccentricità dell'orbita e temperatura superficiale rimangono ancora sconosciuti, anche se quest'ultima considerando il flusso radiante che riceve dalla stella, è piuttosto elevata, ed esclude la presenza di acqua liquida in superficie.